# Lepa barčica
Lepa barčica (znanstveno ime Anadara notabilis)  je vrsta školjk iz družine barčic (Arcidae), ki je razširjena v vodah Atlantskega oceana od Floride do Bermudskih otokov in Brazilije.